# Just Dillgardt

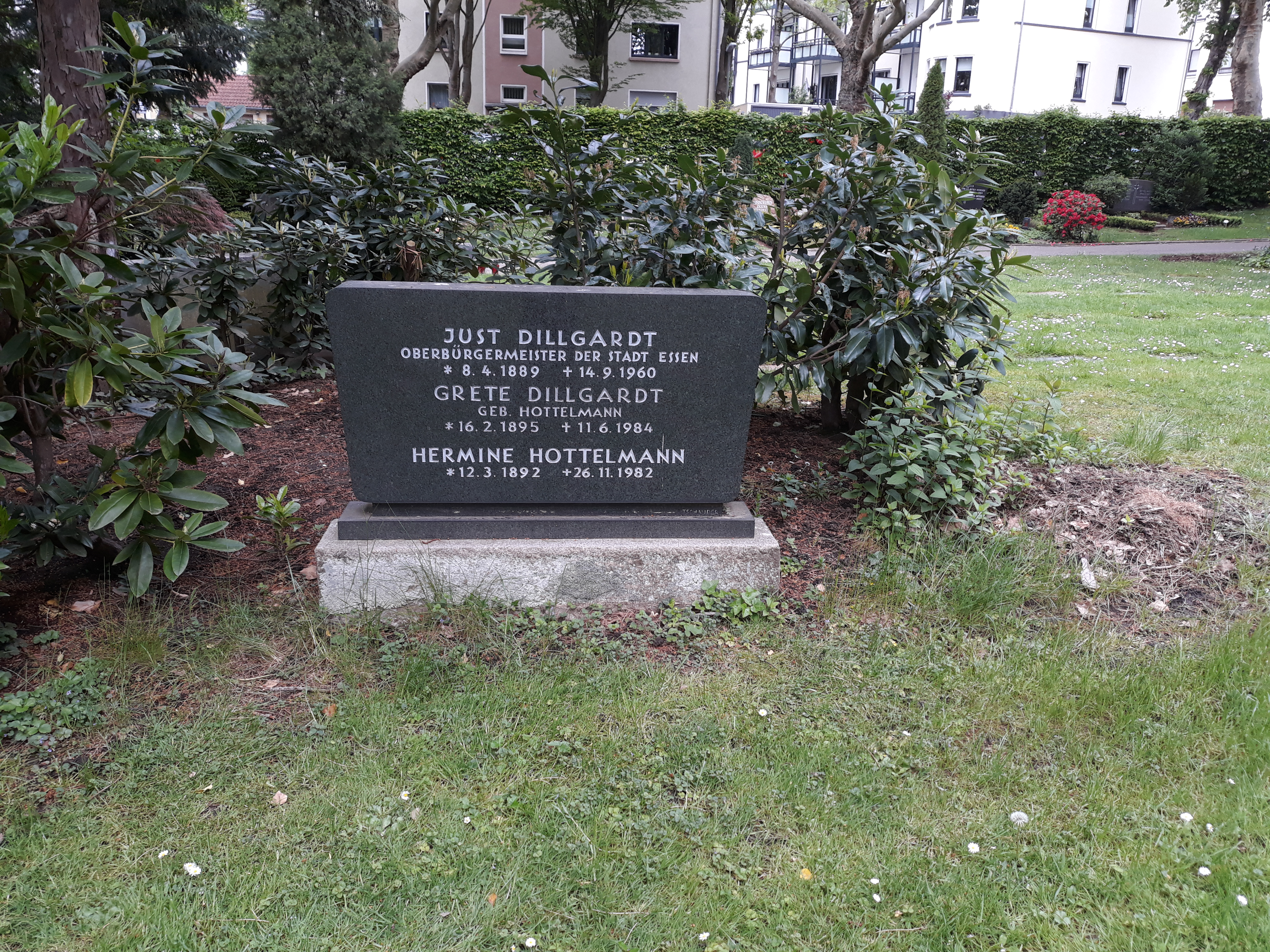
Das Grab von Just Dillgardt und seiner Ehefrau Grete auf dem Ostfriedhof Essen

Just Dillgardt (* 8. April 1889 als August Dillgarth in Elversberg; † 14. September 1960 in Essen) war ein deutscher Lokalpolitiker (NSDAP), Verbandsfunktionär und Konzernmanager.

## Parteizugehörigkeit
Dillgardt trat zum 1. April 1928 der NSDAP (Mitgliedsnummer 85.244) und im selben Jahr der SS bei (SS-Nummer 35.615), ab dem 20. April 1939 führte er den Rang eines SS-Oberführers. Eine nach dem Krieg öfters behauptete angeblich „distanzierte Haltung“ zu seiner Partei ist nirgends belegt.

## Öffentliche Ämter
Dillgardt war der Sohn eines Bergmanns. Er besuchte das Realgymnasium in Weimar und begann ein Studium eines Elektro-Maschineningenieurs. Im Ersten Weltkrieg wurde er zur U-Boot-Waffe eingezogen. Das Studium schloss er nicht ab. Er kam 1920 nach Essen und arbeitete in verschiedenen Industrieunternehmen. Nach der Machtergreifung der Nationalsozialisten 1933 machte er schnell Karriere. Am 18. April 1933 wurde er kommissarischer Verbandsdirektor des Siedlungsverbandes Ruhrkohlenbezirk. Am 13. Juli 1933 zog er als technischer Beigeordneter in den Essener Stadtrat ein. Zum 13. Dezember 1934 übernahm er in Duisburg zunächst kommissarisch und zum 1. Januar 1935 endgültig das Bürgermeisteramt.
Nach dem Rücktritt seines Amtsvorgängers Theodor Reismann-Grone am 30. April 1937 wurde Dillgardt am 1. Mai 1937 kommissarischer Oberbürgermeister von Essen. In der Stadtchronik schilderte er 1937 seine Aufgabe, aus der Essener Bevölkerung „die nicht Besserungsfähigen und die rassisch Minderwertigen abzusondern bzw. auszumerzen“. Dillgardt blieb Oberbürgermeister bis zur kampflosen Übergabe der Stadt und seiner Verhaftung durch die 9. US-Armee am 11. April 1945. Nach Kriegsende wurde er zu einer Haftstrafe von 28 Monaten verurteilt. Dillgardt denunzierte 1943 Wilhelm Ricken, der bei RWE zum technischen Vorstand berufen worden war und sich regimekritisch geäußert hatte. Ricken wurde 1944 vom Volksgerichtshof zum Tode verurteilt und hingerichtet. Dillgardt wurde nach dem Krieg wegen eines Verbrechens gegen die Menschlichkeit angeklagt, das Verfahren aber 1950 vom Landgericht Essen nach dem Straffreiheitsgesetz eingestellt. Nach einer Revision des Bundesgerichtshofs wurde er 1953 vom Landgericht Essen freigesprochen.

## Sonstige Funktionen
Anfang 1934 wurde Dillgardt Essener Bezirksvorstand des neugegründeten Reichsverbandes der Elektrizitätsversorgung (REV). 1938 wurde er 3. Vorsitzer des Aufsichtsrates des RWE-Konzerns. Von 1938 bis 1940 war Dillgardt Vorstandsmitglied des Vereins Deutscher Ingenieure (VDI). Am 10. Januar 1939 ernannte ihn Hermann Göring zum Generalbevollmächtigten der Deutschen Energiewirtschaft, von der Funktion trat er Mitte März 1941 wieder zurück. Nach der Besetzung Polens koordinierte er die Übernahme der dortigen Energiewirtschaft durch deutsche Unternehmen und war unter anderem an der Ausbeutung des besetzten Norwegens beteiligt.